# Geron sinensis
Geron sinensis är en tvåvingeart som beskrevs av Yang 1992. Geron sinensis ingår i släktet Geron och familjen svävflugor.
Artens utbredningsområde är Beijing (Kina). Inga underarter finns listade i Catalogue of Life.